# Giovanni Leacche
Giovanni Leacche (* 1950 in Rom) ist ein italienischer Pornofilmregisseur und Fernsehregisseur.
Leacche arbeitete beim Film in verschiedenen Funktionen seit Ende der 1970er Jahre, so als Szenenfotograf. Ab 1981 war er mit dem anglisierten Namen John Leachman für die Regie etlicher Pornofilme verantwortlich. Der 1991 in wenige Kinos gekommene Ordinaria soppravivenza schildert den moralischen Verfall am Rande der Großstadt Rom; in der Folge ging er zum Fernsehen, wo er u. a. für die Serie La squadra tätig war.

## Filmografie (Auswahl)
- 1991: Odrinaria soppravivenza